# Jim Cummings

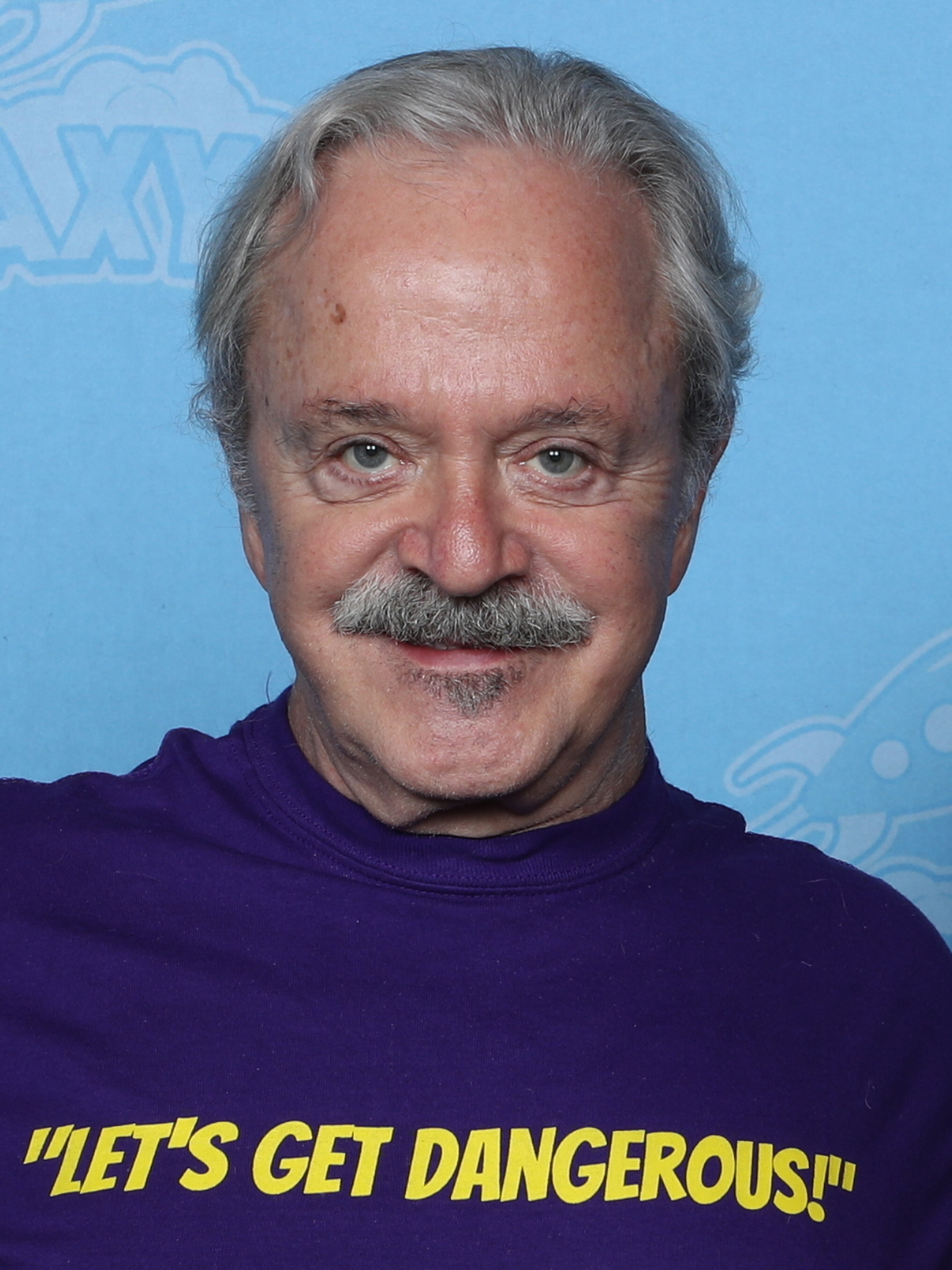
Jim Cummings (2021)

James Jonah „Jim“ Cummings (* 3. November 1952 in Youngstown, Ohio) ist ein US-amerikanischer Synchronsprecher.

## Leben
Schon als kleines Kind hatte Jim Cummings Freude daran, Geräusche zu machen und seine Stimme zu verstellen. Als Schüler nutzte er diese Begabung wiederholt, um, wenn er gemeinsam mit Freunden die Schule schwänzte, auf Bitten der Freunde beim Sekretariat seiner Schule anzurufen und sich als Vater seiner Freunde auszugeben und ihre Abwesenheit wegen Erkrankung zu entschuldigen.
Anfang der 70er Jahre arbeitete Cummings zeitweise als Matrose auf dem Mississippi (Fluss). Die Stimme seines Kapitäns während dieser Zeit, der einen starken Cajun-Akzent hatte, verwendete er Jahre später als Stimme für die von ihm verkörperte Figur des schurkischen Mutantenaligators Leatherhead in der Cartoonserie Teenage Mutant Ninja Turtels. Anschließend schlug er sich als Sänger bei einer Band und als Designer von Paradewagen für Mardigras-Umzüge durch.
In den 1980er Jahren begann er als voice actor zu arbeiten: Seine ersten Fernsehauftritte hatte er als Stimme einer Figur namens Lionel the Lion in der für das Vormittagsprogramm des Disney Channels produzierten Puppen-Serie Dumbo’s Circus.
Anschließend wurde er in rascher Folge als Stimm-Schauspieler für zahlreiche Rolle für verschiedene erfolgreiche Disney-Zeichentrickserien, die in den späten 1980er und frühen 1990er Jahren produziert wurden, engagiert. So für Chip 'n Dale. Rescue Rangers (dt. Chip und Chap. Ritter des Rechts) (hier sprach er u. a. den Schurken Fat Cat/dt. Al Katzone und später zusätzlich einen der Helden der Serie, die ausnehmend starke, käsesüchtige Maus Monterey Jack/dt. Samson) und Tale-Spin (dt. Käpt'n Balu und seine tollkühne Crew) (in dieser Serie lieh er unter anderem dem Affen Louie aus dem Dschungelbuch und dem Luftpiraten Don Carnage/dt. Don Kanaille seine Stimme).
Große Bekanntheit erlangte Cummings als langjährige ständige Stimme der Figur des gutherzigen Teddybären Winnie Puuh in sämtlichen Produktionen der Walt Disney Company, die auf den Kinderbüchern über diesen basieren: Nachdem Sterling Holloway, der seit den 1960er Jahren als Stamm-Sprecher für die Figur des Puuh in den Disney-Produktionen über Puuh und seine Welt fungiert hatte, in den Ruhestand gegangen war, übernahm Holloway die Rolle 1988, um sie anschließend gut vierzig Jahre lang konsistent in allen Disney-Medien über diese (Zeichentrickserien, Puppenfigur-Serien, Zeichentrickfilmen, Hörgeschichten, Themenparkattraktionen, Videospielen und den Realdarstellerfilm Christopher Robin von 2018) zu spielen. Zusätzlich spricht Cummings seit 1999 in allen Winnie Puuh-Produktionen auch die Figur des lebhaften Stofftier-Tigers Tigger, den bis dahin seine Freund Paul Winchell interpretiert hatte.
Weitere bekannte Disney-Figuren, deren ständige Stimme Cummings seit Jahrzehnten ist, sind der narzisstisch-liebenswerte Titelheld der humoristischen Superhelden-Zeichentrickserie Darkwing Duck und Mickey Maus' Erzfeind Pete (dt. Kater Karlo), den er seit den 1990er Jahren in einer langen Reihe von Produktionen stimmlich verkörperte (u. a. in der Zeichentrickserie Goof Toop aus den 1990ern, dem Zeichentrickfilm Micky, Donald, Goofy – Die drei Musketiere und in den Animationsserien der Micky Maus Wunderhaus-Reihe).
Beim Vorsprechen für die Titelfigur der Zechentrickserie Bonkers (dt. Bonkers. Der listige Luchs von Hollywood), über einen abgehalfterten Zeichentrickstar, der nach dem Ende seiner Cartoon-Karriere als Polizist im „realen“ Los Angeles Verbrechen aufklärt, konnte er sich u. a. gegen Jim Carrey durchsetzen. In dieser Serie sprach er zusätzlich zur Hauptfigur auch dessen Partner, den mürrischen, aber im Grund gutmütigen, Polizisten Lucky.
Bekannten Disney-Kinofilmen, in denen Cummings Rollen übernahm, waren u. a. Aladin (1992), in dem er den Anführer der Leibgarde des Sultans von Agraba spielt, Der König der Löwen (1994), in dem er neben Woophie Goldberg und Cheech Marin eine der drei Hyänen spielt, die als Handlanger des schurkischen Löwen Scar dem Helden der Serie das Leben schwer machen und zugleich einen Teil der Gesangsszenen für den Scar-Darsteller Jeremy Irons übernahm, bei denen Irons nicht in der Lage war, die erforderlichen Noten zu treffen, und als Firefly Küss den Frosch.
In derselben Weise, wie er es in Der König der Löwen für Jeremy Irons getan hatte, fungierte Cummings in dem von Don Bluths produzierten Film Anastasia in ähnlicher Weise als Singstimme des Schurken des Films, dem gegen die Zarenfamilie komplottierenden Rasputin (der an die historische Gestalt des Mönches Grigori Rasputin angelehnt ist), der in den Sprechszenen von dem bekannten Schauspieler Christopher Lloyd verkörpert wurde.
Insgesamt war er bis heute in rund 500 Trickfilmen und Trickfilmserien zu hören.
Jim Cummings arbeitet auch als Sprecher für Werbespots und Filmtrailer.
Beim Tomorrowland spricht er die Ankündigungen.

## Auszeichnungen
Jim Cummings wurde bisher zweimal für den Annie Award nominiert: 1995 für seine Rolle des Mr. Bumpy in Bump in the Night in der Kategorie Voice Acting in the Field of Animation und 2004 für seine Rolle der Schlange Kaa in Das Dschungelbuch 2 in der Kategorie Outstanding Voice Acting in an Animated Feature Production. Bei beiden Verleihungen ging er jedoch leer aus. Für das Lied Be Prepared aus dem Film Der König der Löwen wurde er 2023 in den Vereinigten Staaten mit einer Goldenen Schallplatte ausgezeichnet.

## Sprechrollen (Auswahl)

### Filme
- 1988: Scooby Doo und der widerspenstige Werwolf (Scooby-Doo and the Reluctant Werewolf)
- 1989: Arielle, die Meerjungfrau (The Little Mermaid)
- 1990: Comic-Stars gegen Drogen (Cartoon All-Stars to the Rescue)
- 1992: Aladdin
- 1994: Der König der Löwen (The Lion King)
- 1994: Der Pagemaster – Richies fantastische Reise (The Pagemaster)
- 1995: Goofy – Der Film (A Goofy Movie)
- 1995: Balto – Ein Hund mit dem Herzen eines Helden (Balto)
- 1996: Der Glöckner von Notre Dame (The Hunchback of Notre Dame)
- 1997: Hercules
- 1997: Anastasia
- 1997: Winnie Puuh auf großer Reise (Pooh’s Grand Adventure: The Search for Christopher Robin)
- 1998: Pocahontas 2 – Die Reise in eine neue Welt (Pocahontas II: Journey to a New World)
- 1998: Antz
- 1998: Schweinchen Babe in der großen Stadt (Babe: Pig in the City)
- 1998: Der König der Löwen 2 – Simbas Königreich (The Lion King II: Simba’s Pride)
- 1999: Tarzan
- 1999: Mickys fröhliche Weihnachten (Mickey’s Once Upon a Christmas)
- 1999: Winnie Puuh – Lustige Jahreszeiten im Hundertmorgenwald (Winnie The Pooh Seasons of Giving)
- 2000: In einem Land vor unserer Zeit VII – Der geheimnisvolle Zauberstein (The Land Before Time VII: The Stone of Cold Fire)
- 2000: Der Weg nach El Dorado (The Road to El Dorado)
- 2000: Titan A.E.
- 2000: Tiggers großes Abenteuer (The Tigger Movie)
- 2000: Die Abenteuer von Santa Claus (The Life & Adventures of Santa Claus)
- 2001: Shrek – Der tollkühne Held (Shrek)
- 2001: Atlantis – Das Geheimnis der verlorenen Stadt (Atlantis: The Lost Empire)
- 2002: Winnie Puuh – Honigsüße Weihnachtszeit (Winnie the Pooh: A Very Merry Pooh Year)
- 2003: Das Dschungelbuch 2 (The Jungle Book 2)
- 2003: Ferkels großes Abenteuer (Piglet’s Big Movie)
- 2003: Sinbad – Der Herr der sieben Meere (Sinbad: Legend of the Seven Seas)
- 2004: Der König der Löwen 3 – Hakuna Matata (The Lion King 1½)
- 2004: Micky, Donald, Goofy – Die drei Musketiere (Mickey, Donald, Goofy: The Three Musketeers)
- 2005: Heffalump – Ein neuer Freund für Winnie Puuh (Pooh’s Heffalump Movie)
- 2005: Winnie Puuhs Gruselspaß mit Heffalump (Pooh’s Heffalump Halloween Movie)
- 2007: TMNT – Teenage Mutant Ninja Turtles (TMNT)
- 2007: Bee Movie – Das Honigkomplott (Bee Movie)
- 2009: Bionicle – Die Legende erwacht (Bionicle: The Legend Reborn)
- 2011: Gnomeo und Julia (Gnomeo and Juliet)
- 2011: Winnie Puuh (Winnie Pooh)
- 2012: Zambezia
- 2012: Ralph reichts (Wreck-It Ralph)
- 2014: Tinkerbell und die Piratenfee (The Pirate Fairy)
- 2014: Tom und Jerry und der verlorene Drache (Tom and Jerry: The Lost Dragon)
- 2018: Christopher Robin
- 2023: Angespült – Ein Krabbenteuer (Under the Boardwalk) (Stimme)

### Serien
- 1987–1996: Teenage Mutant Hero Turtles (Teenage Mutant Ninja Turtles)
- 1988–1991: Neue Abenteuer mit Winnie Puuh (The New Adventures of Winnie the Pooh)
- 1990–1991: Käpt’n Balu und seine tollkühne Crew (TaleSpin)
- 1990–1991: Disneys Gummibärenbande (Disney’s Adventures of the Gummi Bears)
- 1991–1992: Wo ist Walter? (Where’s Waldo?)
- 1991–1993: Darkwing Duck
- 1992–1993: Goofy und Max (Goof Troop)
- 1993–1994: Bonkers, der listige Luchs von Hollywood (Bonkers)
- 1993–1994: Sonic the Hedgehog (Sonic der irre Igel)
- 1993–1998: Animaniacs
- 1994–1995: Disneys Aladdin (Aladdin)
- 1994–1995: Bump in the Night
- 1995–1997: Spider-Man
- 1995–1999: Abenteuer mit Timon und Pumbaa (Timon and Pumbaa)
- 1996: Road Rovers
- 1996–1998: Die Dschungelbuch-Kids (Jungle Cubs)
- 1997–1998: 101 Dalmatiner (101 Dalmatians: The Series)
- 1998–2001: CatDog
- 2001–2002: Winnie Puuh’s Bilderbuch (The Book of Pooh)
- 2006–2016: Disney’s Micky Maus Wunderhaus (Mickey Mouse Clubhouse)
- 2007–2010: Disneys Meine Freunde Tigger und Puuh (My Friends Tigger and Pooh)
- 2009–2010: Star Wars: The Clone Wars (3 Folgen als Piratencaptain Hondo Ohnaka)

### Videospiele
- 1993: Gabriel Knight 1: Sins of the Fathers
- 1994: Quest for Glory: Schatten der Dunkelheit
- 1996: Toonstruck
- 1997: Fallout
- 1998: Baldur’s Gate
- 2000: Icewind Dale
- 2000: Baldur’s Gate II: Schatten von Amn
- 2001: Baldur’s Gate II: Der Thron des Bhaal
- 2002: Kingdom Hearts
- 2004: Painkiller
- 2005: Kingdom Hearts II
- 2010: Splatterhouse
- 2011: The Elder Scrolls V: Skyrim als Festus Krex
- 2012: World of Warcraft: Mists of Pandaria als Lehrensucher Cho
- 2014: Elder Scrolls Online: Einer von mehreren Sängern für die diversen Bardengesänge